# Croconazol
Croconazol ist ein Arzneistoff aus der Gruppe der Antimykotika. Arzneilich wird das Monohydrochlorid verwendet.

## Pharmakologie
Croconazol ist ein Imidazol-Abkömmling, das fungistatische, antimykotische und antiphlogistische Eigenschaften besitzt. Croconazol bekämpft Dermatophyten, Hefen und Schimmelpilze, sowie auch einige grampositive Bakterien. Da der Wirkstoff lange Zeit in der Haut verweilt, ist eine Anwendung am Tag ausreichend.
Im Rahmen einer Studie an 132 Patienten mit Fußpilzerkrankungen wurde eine 1%ige Croconazol-Creme untersucht. Die Fußpilzinfektionen waren überwiegend durch Trichophyton rubrum ausgelöst, gefolgt von anderen Trichophyton- und Candida-Arten. Die Studienergebnisse stellten heraus, dass sich Croconazol-Creme bei einer Anwendung pro Tag als wirksam und verträglich in der Behandlung von Fußmykosen, unabhängig von ihrer Lokalisation, erweist.

## Synthese
Die mehrstufige Synthese von Croconazol ist in der folgenden Reaktionssequenz beschrieben:

## Handelsnamen
Pilzcin (D, J)